# Sorcières, mais pas trop !
Sorcières, mais pas trop ! (Which is Witch?) est une série télévisée comique et fantastique en 26 épisodes de 26 minutes en coproduction britannique, française et belge créée par Grant Cathro, Lee Pressman et Phil Ox, destinée aux adolescents diffusée à l’automne 2013 en Belgique sur la RTBF et en France sur Gulli, Canal J et Nickelodeon.

## Synopsis
Sorcières mais pas trop est une série centrée sur la vie de Jack Hooper - qui se décrit lui-même comme génie musical - et sur celle de son manager et meilleur et loyal ami Gilbert, à Riverdale High School. La série commence quand Jack se fait virer du groupe de l'école par son futur ennemi juré, Hugh. Mais Jack a de la chance, car sa vie va prendre une tournure inattendue quand deux filles – la bonne fée Violette et l'impertinente sorcière Gina - débarquent de leur monde magique au beau milieu de sa vie. Jack est ravi de découvrir que les filles savent danser et chanter comme des pros. Cette improbable rencontre aura comme résultat une comédie dramatique où la musique, la danse, la magie, l’humour et l'amour vont de pair.

## Distribution
- Tim Lawrence : Jack Hooper
- Betsy-Blue English : Violette Bonne la fée
- Gia Ré Lodge-O'Meally : Gina La Sorcière
- Sean Joseph Young : Gilbert
- Marc Pickering : Hugh
- Joanna Bobin : Nicole Hooper, la mère de Jack et directrice de Riverdale High School
- Alex Woodhall : Derek Wilkie, le principal adjoint de Riverdale High School
- Francis Chapman : Simon

## Production
La série a été tournée au Pôle Image de Liège, Wallonie, Belgique entre novembre 2012 et février 2013.

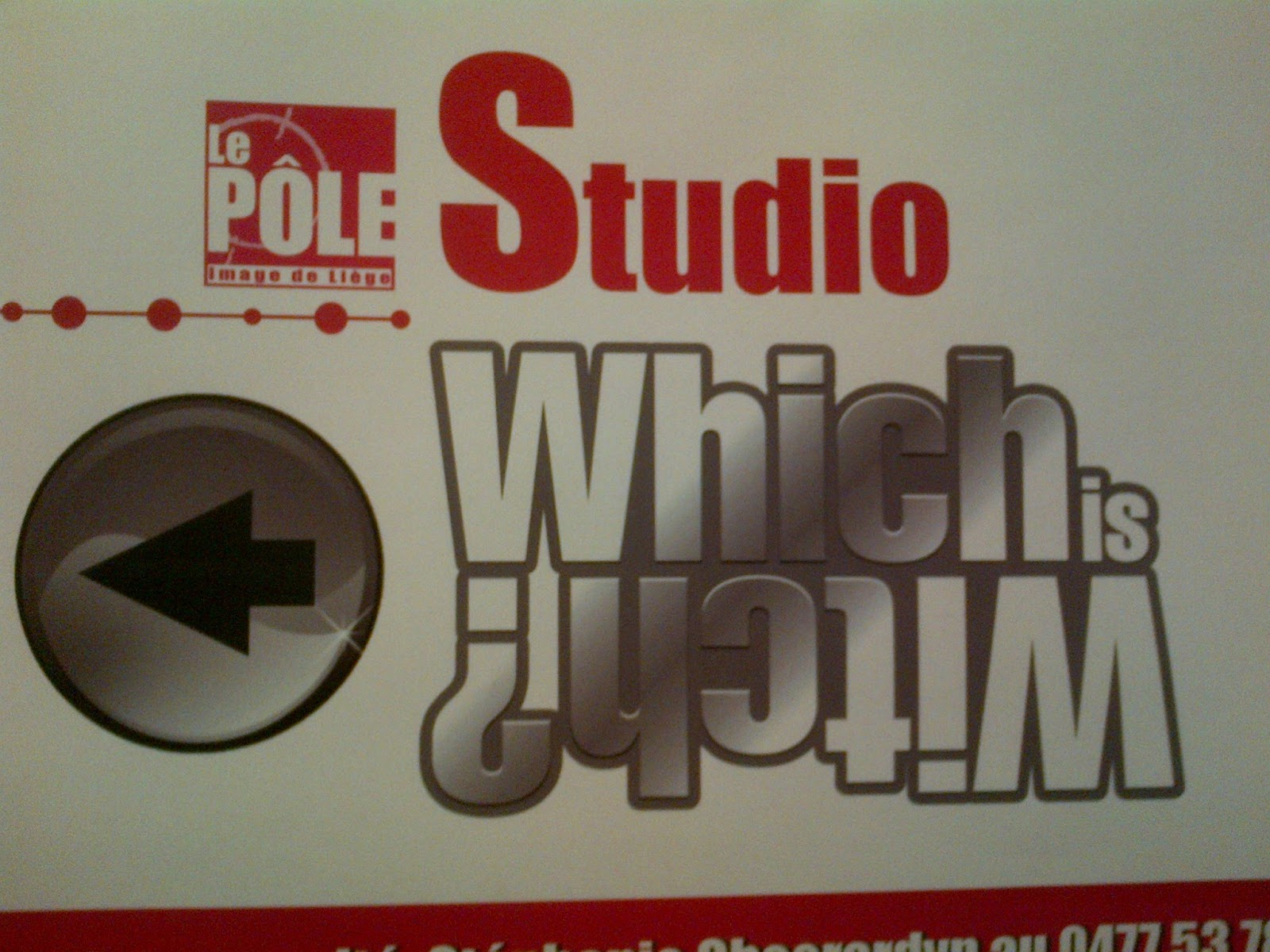
set on Which Is Witch

## Épisodes
1. L'arrivée
2. Les rois du karaoké
3. Coup de foudre à répétition
4. Fromage
5. Ma sœur bien-aimée
6. Duo pour trois
7. C'est rappé !
8. Une simple chanson
9. Trou de mémoire
10. Deux pour le prix d'un
11. Un baiser de cinéma
12. Bande de commères
13. Folle amoureuse
14. L'arme secrète
15. Un talent caché
16. La star des fées
17. Demande à ton père !
18. Le petit copain parfait
19. La chasse aux sorcières
20. Gilbert l'impitoyable
21. Oui Jack
22. Un téléphone diabolique
23. Jalouse ? Moi ?
24. Je suis innocente
25. La fée se rebelle
26. Arrêt sur image

## Autour de la série
La série, n'ayant eu que peu de succès, a dû arrêter son histoire à l'épisode 26, ce qui suggère un cliffhanger. Notons que la série est disponible sur la plateforme de téléchargement Youtube.